# Kevin (Probably) Saves the World
Kevin (Probably) Saves the World (stylisé en Kevin Probably Saves the World) est une série télévisée américaine en seize épisodes de 43 minutes créée et produite par Michele Fazekas et Tara Butters pour ABC Studio et diffusée entre le 3 octobre 2017 et le 6 mars 2018 sur le réseau ABC et en simultané au Canada sur le réseau CTV.
Cette série est inédite dans tous les pays francophones.

## Distribution

### Acteurs principaux
- Jason Ritter : Kevin Finn[3]
- Joanna García : Amy Cabrera (née Finn)[4]
- Kimberly Hebert Gregory (en) : Yvette[5]
- India de Beaufort : Kristin Allen[6]
- J. August Richards : Sheriff Deputy Nathan Purcell[7]
- Chloe East : Reese Cabrera[6]
- Dustin Ybarra (en) : Tyler Medina[6]

### Acteurs récurrents et invités
- Lesley Boone (en) : Lucille Russo (6 épisodes)
- Will Sasso : Dave (5 épisodes)
- Brandon Quinn : Ignacio « Iggy » DePerro (3 épisodes)
- Marc Collins : Rory (4 épisodes)
- Lauren Blumenfeld : Ava (3 épisodes)
- Gabriella Garcia : Zoe (3 épisodes)
- Abby Glover : Kai (3 épisodes)
- Madison Thompson : Jessica Garnett (3 épisodes)
- Barbara Eve Harris : Colonel O'Donnell (épisode 1)
- Michael Harney : Karl Gilmore (épisode 2)
- Sam Huntington : Jake Gilmore (épisode 2)
- Emma Bell : Deb (épisode 3)
- Christian Ochoa : Ben (épisodes 3 et 9)
- Richard Masur : Dr Sloane (épisode 3)
- Kate Flannery : Anne (épisode 4)
- Anjali Bhimani (en) : Susan Allen (épisode 7)
- Abbey McBride : Becky Simpson (épisodes 11, 15 et 16)
- Bret Harrison : sam (épisode 14)
- Tyler Labine : Sock (épisode 14)
- Leslie Jones : Cindy[8] (épisode 16)

## Production
En mars 2017, Cristela Alonzo décroche initialement le rôle d'Yvette, qui sera recasté.
Le 10 novembre 2017, ABC commande trois épisodes supplémentaires, portant la saison à seize épisodes.
Le 11 mai 2018, la série est annulée.

## Épisodes
1. Pilot
2. Listen Up
3. Sweet Little Lies
4. How to be Good
5. Brutal Acts of Kindness
6. Rocky Road
7. Dave
8. Chrysalis
9. Probably
10. The Ugly Sleep
11. Solo
12. Caught White-Handed
13. Fishtail
14. Old Friends
15. World's Worst Domino
16. The Right Thing

## Commentaires
Dans l'épisode 14 Old Friends, Bret Harrison et Tyler Labine reprennent leur rôle respectif de Sock et Sam de la série Le Diable et moi (Reaper, 2007–2009).